# María Cristina Pérez Naranjo
María Cristina Pérez Naranjo es una deportista española que compitió en esgrima en silla de ruedas. Ganó dos medallas de bronce en los Juegos Paralímpicos de Verano en los años 1992 y 1996.

## Palmarés internacional
| Juegos Paralímpicos | Juegos Paralímpicos      | Juegos Paralímpicos | Juegos Paralímpicos |
| Año                 | Lugar                    | Medalla             | Prueba              |
| ------------------- | ------------------------ | ------------------- | ------------------- |
| 1992                | Barcelona (España)       | Medalla de bronce   | Espada por equipos  |
| 1996                | Atlanta (Estados Unidos) | Medalla de bronce   | Espada por equipos  |